# Ingenting och allting
Ingenting och allting (originaltitel: Everything, Everything) är en amerikansk långfilm från 2017 regisserad av Stella Meghie, baserad på boken Everything, Everything från 2008 skriven av Nicola Yoon. I rollerna syns bland andra Amandla Stenberg och  Nick Robinson.
Filmen hade biopremiär 19 maj 2017 och 9 juni samma år i USA respektive Sverige.

## Handling
Artonåriga Maddy (Amandla Stenberg) lider av en sjukdom som gör att hon är allergisk mot allt och inte kan lämna sitt hem. Hon träffar för första gången en kille i sin egen ålder när Olly (Nick Robinson) flyttar in i grannhuset och som hon faller för.

## Rollista
| Amandla Stenberg  | – Maddy Whittier       |
| Nick Robinson     | – Olly Bright          |
| Anika Noni Rose   | – Dr. Pauline Whittier |
| Ana de la Reguera | – Carla                |
| Taylor Hickson    | – Kayra Bright         |